# 隨山派
隨山派是為全真派內部繁衍出七個支派之一，為長生子劉處玄所創。其後傳其弟子于道顯、崔道演等人。劉處玄曾在嶗山太清宮弘道，信眾甚多，成為隨山派的祖庭。

### 隨山派的百字「字輩表」
思道明仁往　全真性復常　景高和禮義　嗣信守忠良
裕謙賢旅泰　宗友茂惟祥　盛益希誠朴　玄元世永昌
金木萬古續　智慧保寧光　聖體通三界　廣大演自清
志虛空教化　月盈妙中黃　用功悟仙號　丹書現榮陽
行滿乾坤秀　圓融衍相逢　蓮開龍虎詔　超升崇利享